# Total loss (term)

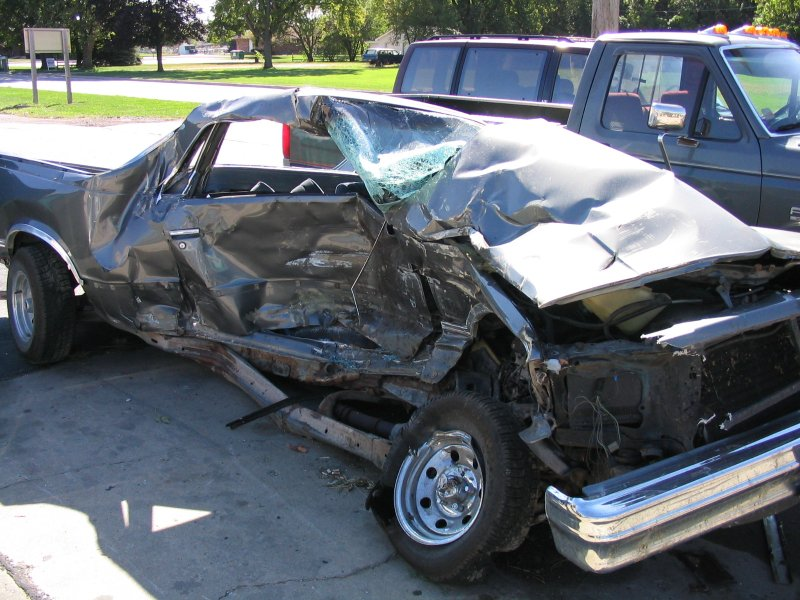
Total loss / Perte totale na een aanrijding

Total loss, ook aangeduid als totaal verlies of perte totale (Frans) is een term die voornamelijk bij autoverzekeringen wordt gebruikt. Met total loss wordt de situatie bedoeld wanneer een voertuig (of een ander voorwerp) na een schade economisch gezien niet meer gerepareerd kan worden. De term wordt in het Nederlands doorgaans als bijvoeglijke bepaling gebruikt ("de auto is total loss") in tegenstelling tot in het Engels, waarin het zelfstandig gebruikt wordt ("the car is a total loss"). In de polisvoorwaarden zal doorgaans de term "totaal verlies" worden gebruikt. 

## Wanneer total loss
De verzekeringsmaatschappij mag zelf een definitie bepalen voor wanneer een auto als "totaal verloren" wordt beschouwd. Doorgaans is een auto total loss wanneer de dagwaarde ná de schade vermeerderd met de reparatiekosten hoger is dan de dagwaarde vóór de schade. Dit houdt verband met het feit dat de auto door de beschadiging in waarde vermindert en die waardevermindering fictief gesteld wordt op het bedrag van de reparatiekosten. De waarde van de auto in het economisch verkeer direct vóór de beschadiging, ofwel de prijs die men moet betalen voor een vergelijkbare auto, ook wel dagwaarde genoemd, is dus het maximum. De waardevermindering kan niet meer zijn dan die dagwaarde.
Bij een geval van total loss zal de verzekeringsmaatschappij het verschil tussen de dagwaarde voor en na de schade vergoeden. De dagwaarde wordt vastgesteld door een schade-expert. De verzekerde zal zelf zorg moeten dragen voor verkoop van de (beschadigde) auto. In de praktijk verzorgt de schade-expert dit.
Overigens wordt de totallossregel ook toegepast bij andere zaken met een dagwaarde, zoals boten en gebouwen.

## Vormen van total loss
- Een voertuig is technisch total loss als het niet meer te herstellen is.
- Van economisch total loss is sprake als de herstelkosten van het voertuig meer dan 2/3 van de waarde van het voertuig voor het ongeval bedragen.
- Tot slot bestaat er constructive total loss: de kosten van reparatie bedragen dan meer dan 75% van de verzekerde waarde.